# Logis de Crémaillé la Roche
Le logis de Crémaillé la Roche est une maison située à Miré, en France.

## Localisation
La maison est située dans le département français de Maine-et-Loire, sur la commune de Miré.

## Description
Crémaillé la Roche faisait partie d’un ensemble plus vaste comportant Crémaillé le Tertre et Crémaillé Beaumont.
Le domaine comprend un logis principal (une cave, deux étages et un grenier) en face duquel se trouvent un logis secondaire et une ancienne écurie.
Il comprend également une ancienne porcherie, un plan d'eau appelé plat fond (ancien vivier du XVe siècle) et des jardins.

## Historique
Au Moyen Âge l’existence d’un fief est attesté par la présence d’une motte féodale primitive située à Crémaillé Beaumont
Du XIVe au XVIIIe siècle, le fief de Crémaillé est tenu par un petit nombre de grandes familles, notamment les Charnacé, du Buat et Champagné. Le domaine est souvent transmis par les femmes.
Les bâtiments reposent directement sur le roc qui a valu son nom au domaine.
La construction du logis principal remonte au XVe siècle (haut pignon droit côté nord, grande lucarne de façade sur cour et fenêtre étroite à meneau horizontal sur la face arrière).
Sur deux niveaux, entre cave et grenier (magnifique charpente), le logis suit le plan traditionnel de l’époque : deux grandes pièces de part et d’autre d’un cabinet.
Au XVIe siècle la seconde lucarne de façade (blason indéchiffrable) a été construite dans le même style que son pendant mais avec des proportions différents et sans meneaux.
Fin XVIe, début XVIIe les toitures ont été remaniées. À l’origine les deux pignons étaient droit, l’un a été modifié pour faire apparaître l’imposante souche de cheminée. La fenêtre à l’ouest est de style Henri II. 
Datent de cette époque également l’ouverture d’une fenêtre au rez-de-chaussée, le remplacement des meneaux de pierre en bois de la lucarne de gauche et l’écurie.
De la première moitié du XVIIe siècle datent l’escalier extérieur, la porte en bois à caisson et la fenêtre rez-de-chaussée gauche. Ainsi que, vraisemblablement, la cuisine.
À partir de la fin du XVIIIe siècle Crémaillé n’a plus été qu’une ferme.
L’étable (en reconstruction actuellement) date du XIXe siècle ainsi que la porcherie.
Dans les années 1970 Crémaillé a été acheté par la famille Lefer.
L'édifice est inscrit au titre des monuments historiques en 1996.
Pour les journées du patrimoine, les extérieurs sont ouverts au public. Depuis 2009, chaque année, Crémaillé accueille une troupe de théâtre pour cette occasion.